# Eucriotettix flavopictus
Eucriotettix flavopictus är en insektsart som först beskrevs av Bolívar, I. 1902.  Eucriotettix flavopictus ingår i släktet Eucriotettix och familjen torngräshoppor. Inga underarter finns listade i Catalogue of Life.